# ای. پیترسن

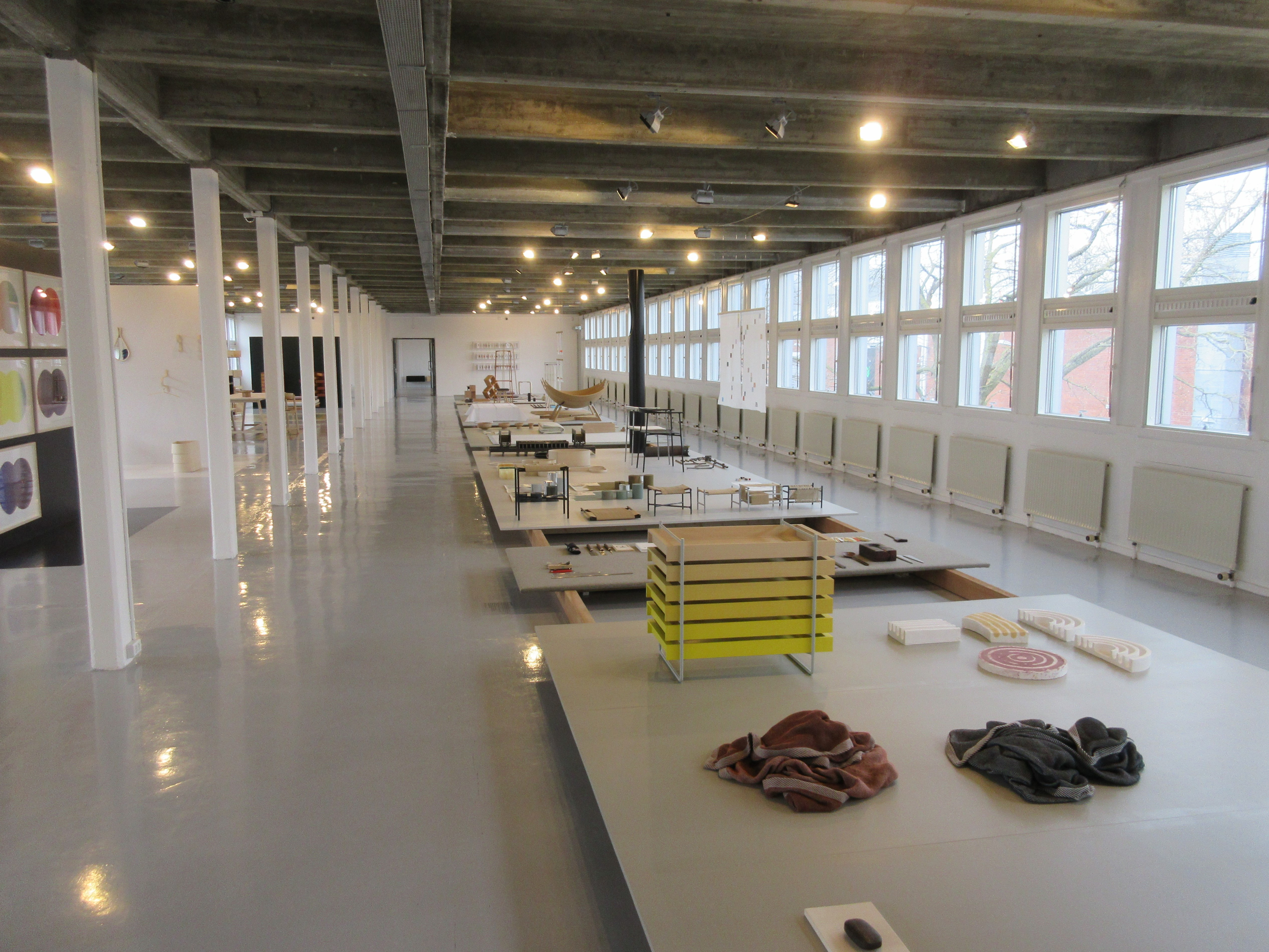
فضای نمایشگاهی ای. پیترسن در طبقهٔ اول

ای. پیترسن (به دانمارکی: A. Petersen) یک مرکز هنر و صنایع دستی است که در کلوورمارکسوای، در آماگر، در کپنهاگ، دانمارک واقع شده است. این فعالیت‌ها شامل یک کارگاه تولیدی است که همکاری بین طراحان، معماران و صنعتگران، یک فضای نمایشگاهی در طبقهٔ اول و یک فروشگاه هنر و صنایع دستی و نیز نمایش‌ها و رویدادهای دیگر را تسهیل می‌کند.

## تاریخچه
ای. پیترسن در ۱ نوامبر ۲۰۱۴ میلادی توسط آندرس پیترسن تأسیس شد. در ماه مه ۲۰۱۷ میلادی، پلیتیکن نوشت که ای. پیترسن «در حال توسعه به مهم‌ترین مراکز هنرهای معاصر و صنایع دستی در کپنهاگ است».

## نمایشگاه‌های برگزیده
در سال ۲۰۱۸ میلادی، ای. پیترسن میزبان نمایشگاه هالستروم، اودگارد، دپینگ، یورگنسن با آثاری از چهار طراح، کریس لیلینبرگ هالستروم، مارگرته اودگارد، لینه دپینگ و یاکوب یورگنسن بود که هم به صورت جداگانه و هم به صورت نمایشگاه گروهی از هالستروم، دپینگ، اودگارد و یورگنسن برگزار شدند.

## نگارخانه

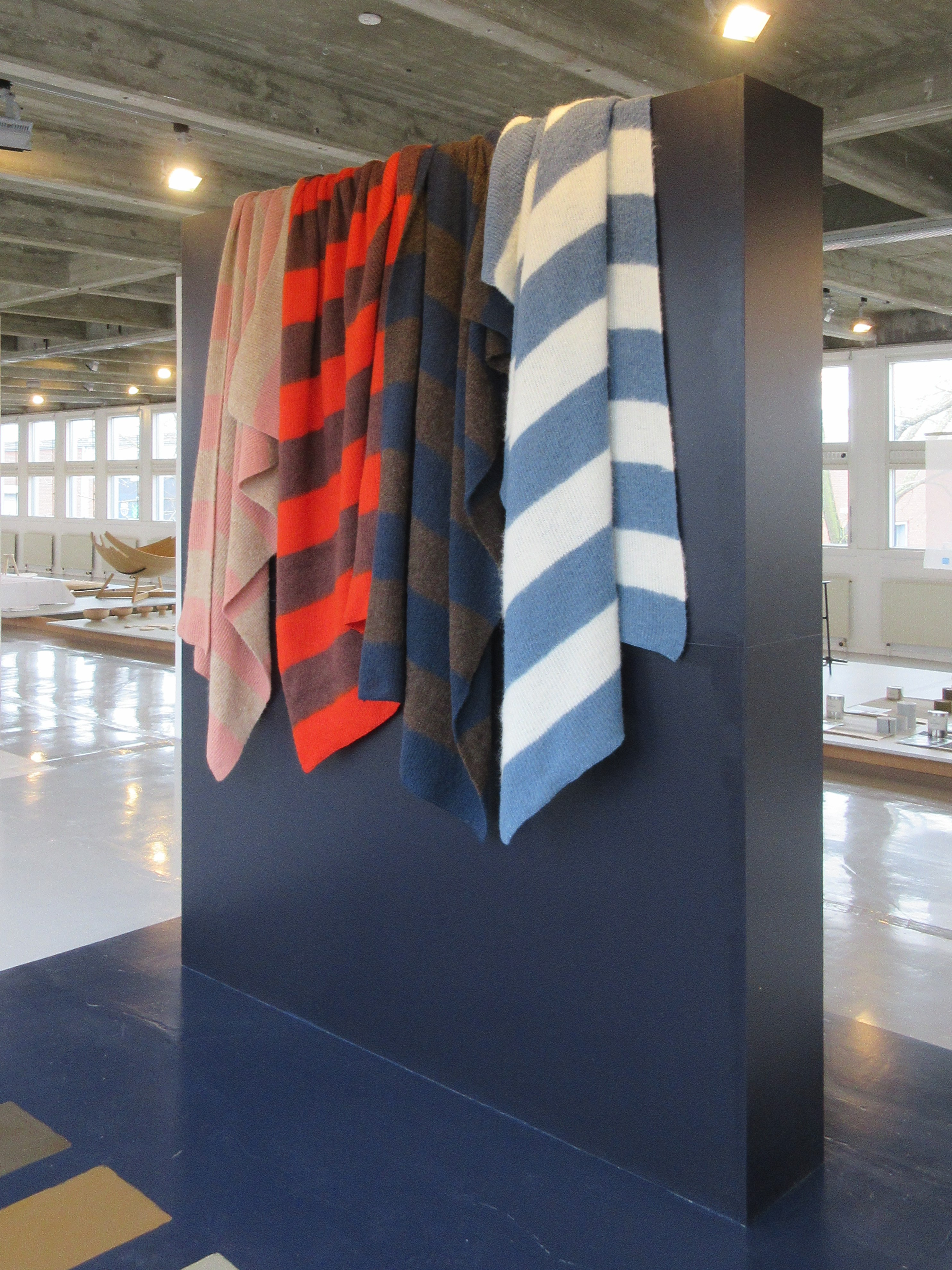
پتوهای پشمی، طراحی‌شده توسط: مارگرته اودگارد
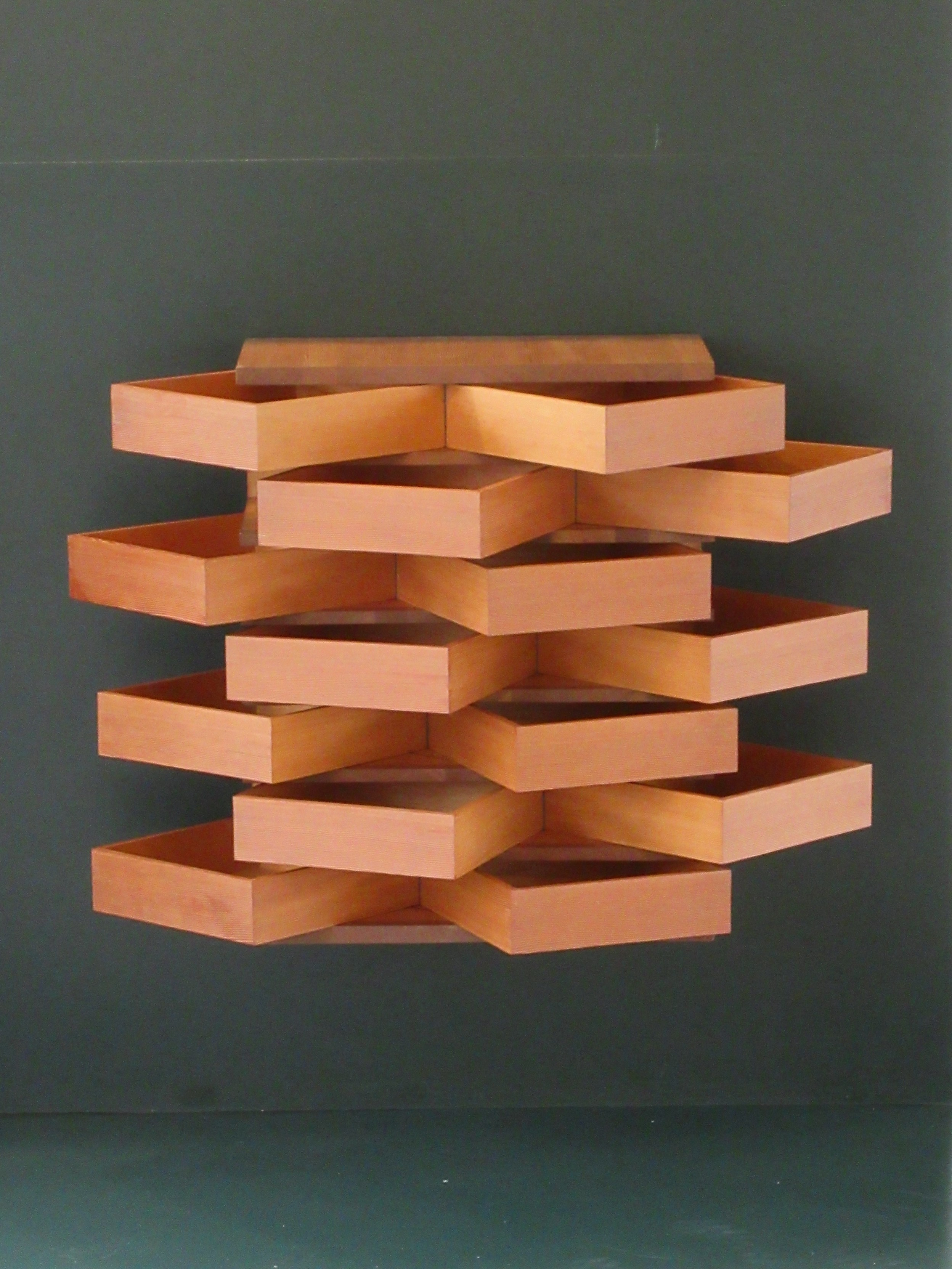
فیریل (پروانه)، طراحی‌شده توسط: یاکوب یورگنسن